# Jonah Gadjovich
Jonah Gadjovich (né le 8 octobre 1998 à Whitby dans la province de l'Ontario au Canada) est un joueur professionnel canadien de hockey sur glace. Il évolue à la position d'ailier gauche.

## Biographie

### Carrière en club
Il est repêché en 2e ronde, 55e au total, par les Canucks de Vancouver au Repêchage d'entrée dans la LNH 2017. Il fait le saut dans la LAH avec les Comets d'Utica lors de la saison 2018-2019. Il dispute son premier match professionnel, le 5 octobre 2018, face aux Marlies de Toronto. Quelques semaines plus tard, le 9 novembre, il inscrit son premier but chez les professionnels contre le Wolf Pack de Hartford. 
À sa 3e saison avec les Comets, il est rappelé pour la première fois par les Canucks en mai 2021. Il fait ses débuts dans la  LNH, le 17 mai 2021, dans un match face aux Flames de Calgary.
Le 7 octobre 2021, il est réclamé au ballottage par les Sharks de San José. Il réussit à obtenir une place dans l'alignement de l'équipe et joue son premier match avec les Sharks, le 24 octobre, face aux Bruins de Boston. Durant la partie, il obtient son premier point dans la LNH grâce à une aide sur le but de Jasper Weatherby. Il marque son premier but, le 27 février 2022, contre le Kraken de Seattle. Il signe un nouveau contrat de 1 an avec San José, le 29 août 2022.
En 2024, et bien que n'ayant joué que 34 match en saison régulière et aucun en séries éliminatoires, il fait officiellement partie de l'effectif champion de la Coupe Stanley.

## Statistiques

### En club
| Saison     | Équipe                 | Ligue      |     | Saison régulière | Saison régulière | Saison régulière | Saison régulière | Saison régulière |   | Séries éliminatoires | Séries éliminatoires | Séries éliminatoires | Séries éliminatoires | Séries éliminatoires |
| Saison     | Équipe                 | Ligue      | PJ  | B                | A                | Pts              | Pun              | PJ               | B | A                    | Pts                  | Pun                  |                      |                      |
| 2014-2015  | Attack d'Owen Sound    | LHO        | 60  | 4                | 5                | 9                | 59               | 3                | 0 | 0                    | 0                    | 0                    |                      |                      |
| 2015-2016  | Attack d'Owen Sound    | LHO        | 66  | 14               | 10               | 24               | 42               | 6                | 1 | 1                    | 2                    | 6                    |                      |                      |
| 2016-2017  | Attack d'Owen Sound    | LHO        | 60  | 46               | 28               | 74               | 32               | 17               | 4 | 3                    | 7                    | 8                    |                      |                      |
| 2017-2018  | Attack d'Owen Sound    | LHO        | 42  | 25               | 23               | 48               | 42               | 9                | 2 | 2                    | 4                    | 2                    |                      |                      |
| 2018-2019  | Comets d'Utica         | LAH        | 43  | 4                | 6                | 10               | 32               | -                | - | -                    | -                    | -                    |                      |                      |
| 2019-2020  | Comets d'Utica         | LAH        | 38  | 13               | 4                | 17               | 32               | -                | - | -                    | -                    | -                    |                      |                      |
| 2020-2021  | Comets d'Utica         | LAH        | 19  | 15               | 3                | 18               | 17               | -                | - | -                    | -                    | -                    |                      |                      |
| 2020-2021  | Canucks de Vancouver   | LNH        | 1   | 0                | 0                | 0                | 17               | -                | - | -                    | -                    | -                    |                      |                      |
| 2021-2022  | Sharks de San José     | LNH        | 43  | 1                | 2                | 3                | 74               | -                | - | -                    | -                    | -                    |                      |                      |
| 2022-2023  | Sharks de San José     | LNH        | 35  | 3                | 4                | 7                | 57               | -                | - | -                    | -                    | -                    |                      |                      |
| 2023-2024  | Checkers de Charlotte  | LAH        | 3   | 1                | 0                | 1                | 0                | -                | - | -                    | -                    | -                    |                      |                      |
| 2023-2024  | Panthers de la Floride | LNH        | 39  | 2                | 2                | 4                | 104              | -                | - | -                    | -                    | -                    |                      |                      |
| Totaux LNH | Totaux LNH             | Totaux LNH | 118 | 6                | 8                | 14               | 252              | -                | - | -                    | -                    | -                    |                      |                      |

### En équipe nationale
| Année | Compétition                 |   | PJ | B | A | Pts | Pun           |  | Résultat |
| 2018  | Championnat du monde junior | 7 | 2  | 1 | 3 | 6   | Médaille d'or |  |          |

## Trophées et honneurs personnels

### Ligue de hockey de l'Ontario
- 2016-2017 : nommé sur la deuxième équipe d'étoiles.